# Charles de Brosses
Charles de Brosses, comte de Tournay, baron de Montfalcon, seigneur de Vezins et de Prevessin (født 7. februar 1709, død 7. maj 1777) var en fransk forfatter.
Han var formanden for parlamentet i sin fødeby , Dijon, fra 1741, medlem af "Académie des Inscriptions et Belles-Lettres" i Paris, og medlem af "Académie des Sciences, Arts et Belles-Lettres de Dijon" fra 1761. 
Han var en nær ven af naturhistorikeren og zoologen Georges-Louis Leclerc de Buffon som skrev Histoire naturelle, og han var en ivrig fjende af filosoffen Voltaire, fordi denne havde forhindret hans optagelse i "Académie française" i 1770. Han var modstander af enevælden, og blev på grund af dette to gange sendt i eksil, henholdsvis i 1744 og 1771. Han skrev adskillige afhandlinger indenfor emnerne historie, filologi og sprogvidenskaben, hvoraf nogle blev brugt af Denis Diderot og Jean le Rond d'Alembert i deres Encyclopédie (1751-1765).